# متحف بيت عزير حاجبايوف (باكو)
متحف بيت عزير حجيبيلي (باكو) (بالأذربيجانية: (Üzeyir Hacıbəylinin ev-muzeyi (Bakı) - البيت الذي عاش فيه الملحن الأذربيجاني عزير حجيبيلي.

## تاريخه
يقع المتحف في شارع شاميل عزيزبيوف، بالقرب من مترو نظامي.
تعلق المتحف التذكاري بسيطرة وزارة الثقافة والسياحة في جمهورية أذربيجان.
تم إنشاء المتحف في عام 1975 بمبادرة من السكرتير الأول للحزب الشيوعي في أذربيجان سك حيدر علييف.
عاش الملحن في هذا البيت بين عامين 1915-1942.
كانت مساهمة كبيرة لرسام الشعبي الأذربيجاني كاظيم كاظيمزاده ومعمار ايدورد كرويك في تصميم وإعداد المتحف.

## التعارض
تتعرض متحف بيت في اربع غرف.
وقد قام المتحف بعمل عظيم لمدة 40 عاما، وقد تم تجدد المعرض عدة مرات، ويتم إثراء الصندوق سنويا.
وقع الرئيس إلهام علييف علي أمرا بإجراء إصلاحات كبيرة في بيت المتحف تكريما للذكرى 120 , في 28 فبراير 2005.

## المديريين المتحف
1. .شيخييف ن.م.(1972-1975)
2. .خليلوف ر.ح.(1975-1999)
3. .خليلوفا ن.ر.(01.1999-09.1999)
4. .ميرززاده س.ي.(1999-2005)
5. .فراجوف س.ف.(2005-)